# Karim Benounes
Karim Benounes (Lilla, 9 febbraio 1984) è un ex calciatore francese naturalizzato algerino, di ruolo centrocampista.

## Carriera
Ha giocato nella massima serie dei campionati qatariota, algerino, cinese ed ungherese.